# Рекс Біч
Рекс Еллінгвуд Біч (англ. Rex Ellingwood Beach; 1 вересня 1877, Атвуд, Мічиган, США — 7 грудня 1949, Сібрінг, Флорида) — американський письменник, автор пригодницьких романів.

## Біографія
Народився у Мічигані, але незабаром його родина переїхала до Флориди. Навчався на юриста у Коледжі Роллінза (Флорида, 1891—1896) і Кентському юридичному коледжі (Чикаго, 1896—1897 та 1899—1900). У 1900 році поїхав до Аляски і протягом п'яти років намагався розбагатіти на Клондайку.
1904 року брав участь у змаганнях з водного поло на Олімпійських іграх у Сент-Луїсі. У змаганні брали участь три команди з США. «Асоціація атлетів Чикаго», до складу якої входив майбутній письменник, здобула срібні олімпійські медалі.
Його роман «Негідники» (англ. The Spoilers) став бестселером 1906 року. Твір має реальне підґрунтя, свідком якого був сам Рекс Біч — корупційний скандал у місті Ном (Аляска), де представники влади протизаконним шляхом намагалися захопити земельні ділянки, на яких знайшли золото. Цей роман був екранізований п'ять разів (1914, 1923, 1930, 1942, 1955). Найбільш відомим є фільм 1942 року з Марлен Дітріх, Рендольфом Скоттом і Джоном Вейном у головних ролях. У інших фільмах роль Роя Гленністера грали Вільям Фарнум, Мілтон Сіллс, Гері Купер та Джефф Чандлер, а Черрі Малотт — Кетлін Вільямс, Анна Нільссон, Кей Джонсон та Енн Бакстер. У Радянському Союзі твір був вперше надрукований 1926 року під назвою «Хижаки Аляски» (рос. Хищники Аляски).
По роману «Срібна зграя» (англ. The Silver Horde; надрукований 1909 року), було відзнято два фільми. Режисером картини 1920 року був Френк Ллойд, а у версії 1930 року грали Джин Артур, Джоел Маккрі і Евелін Брент.
Роман «Бар'єр» (англ. The Barrier; надрукований 1908 року) був екранізований у 1917 і 1926 роках.
Великий вплив на його творчість мав Джек Лондон. Рекс Біч є автором близько 40 романів («Золотий розлив», «Кінець веселки» та ін.), а також писав кіносценарії та театральні п'єси.

## Галерея

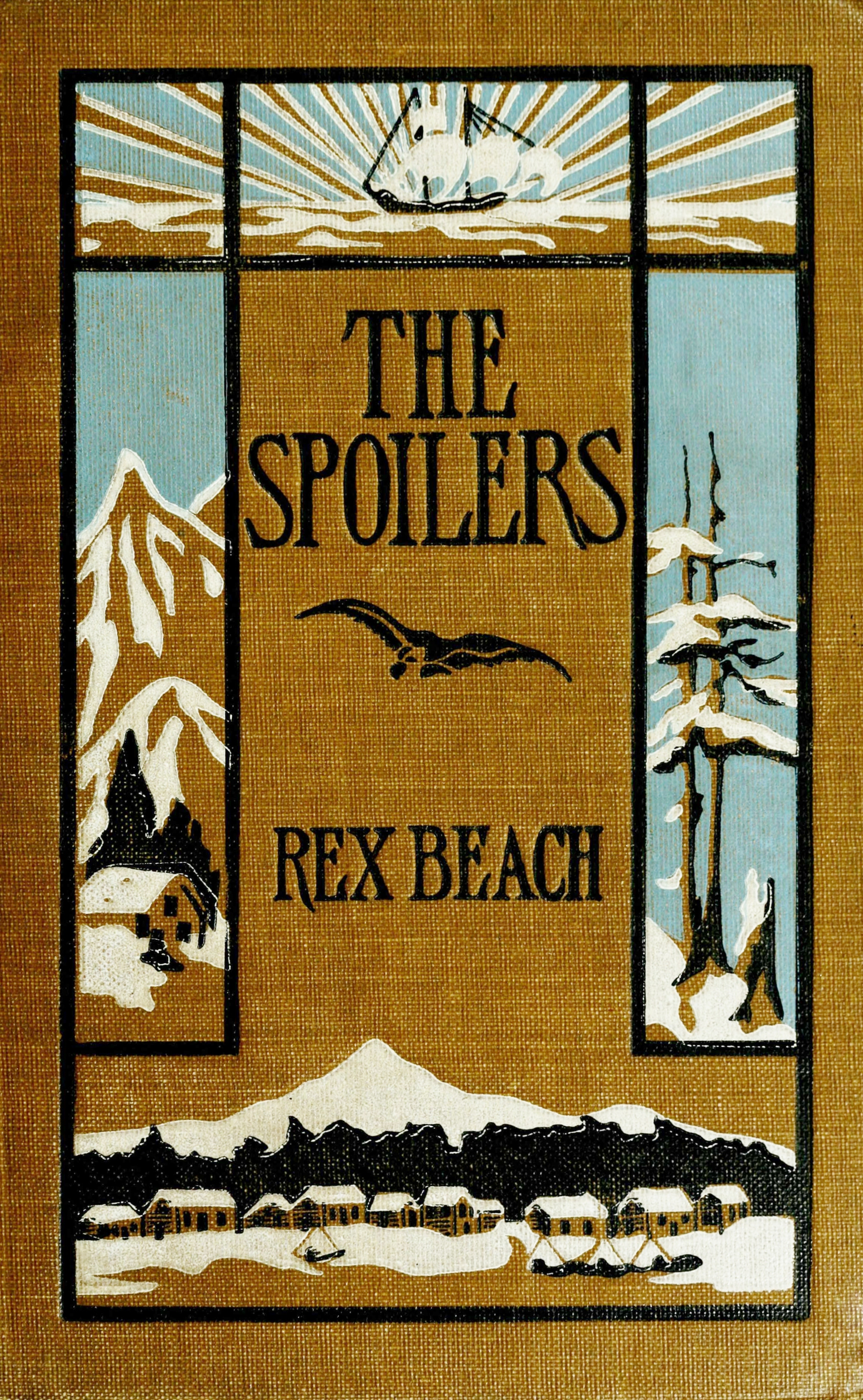
Перше видання роману «The Spoilers» (1906).
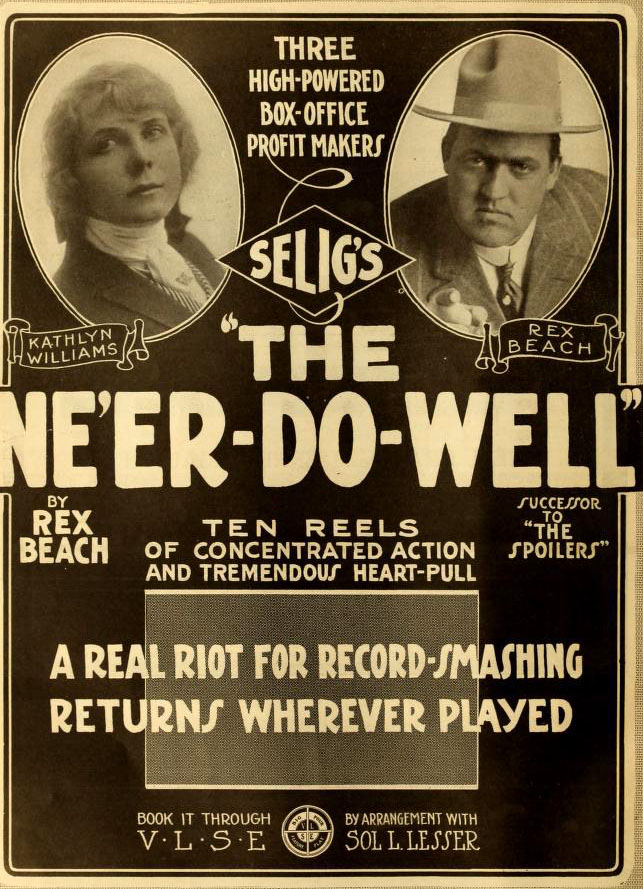
Афіша фільму «The Ne'er Do Well» (1916). Зображені Кетлін Вільямс і Рекс Біч.
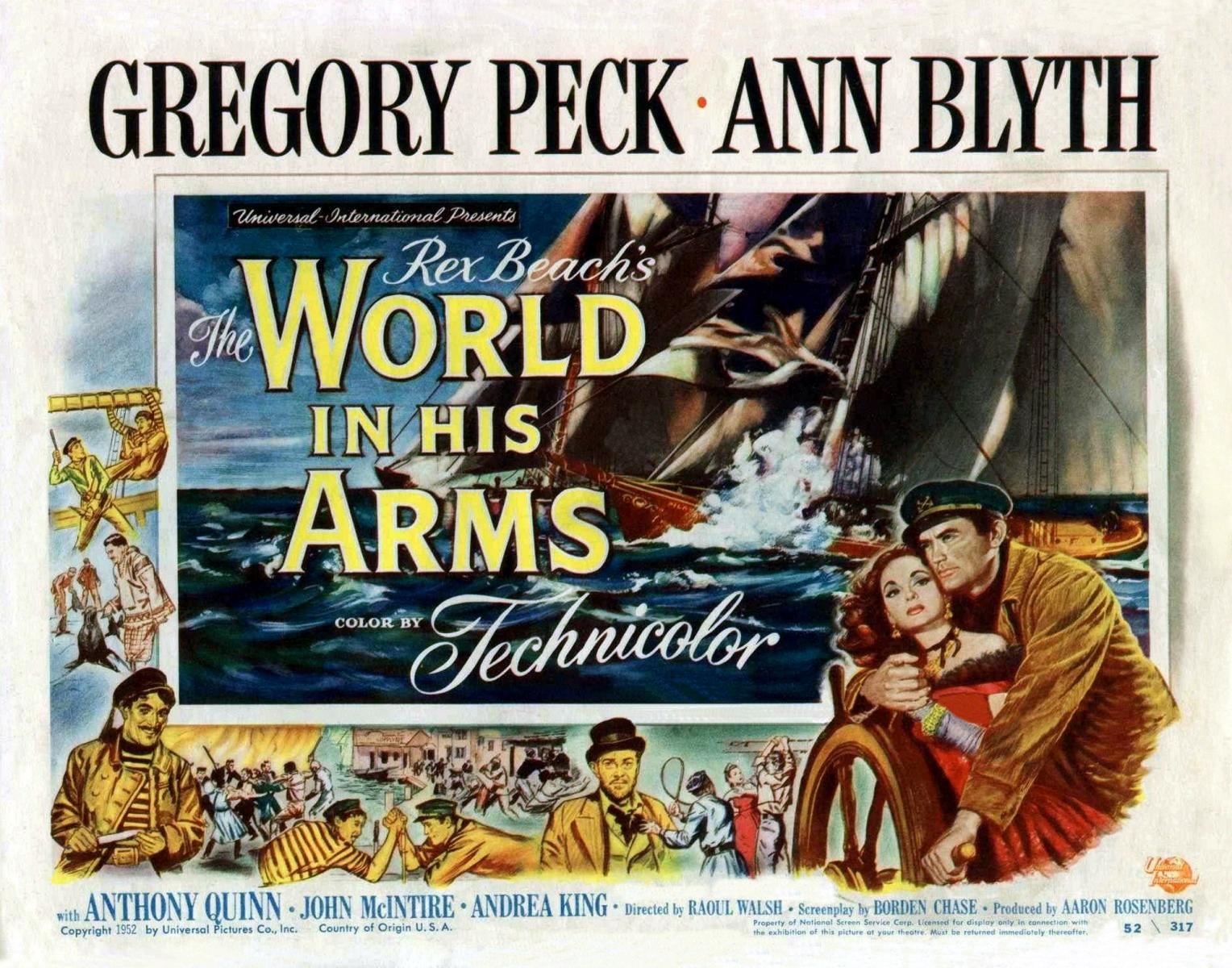
Афіша фільму «The World in His Arms» (1952).
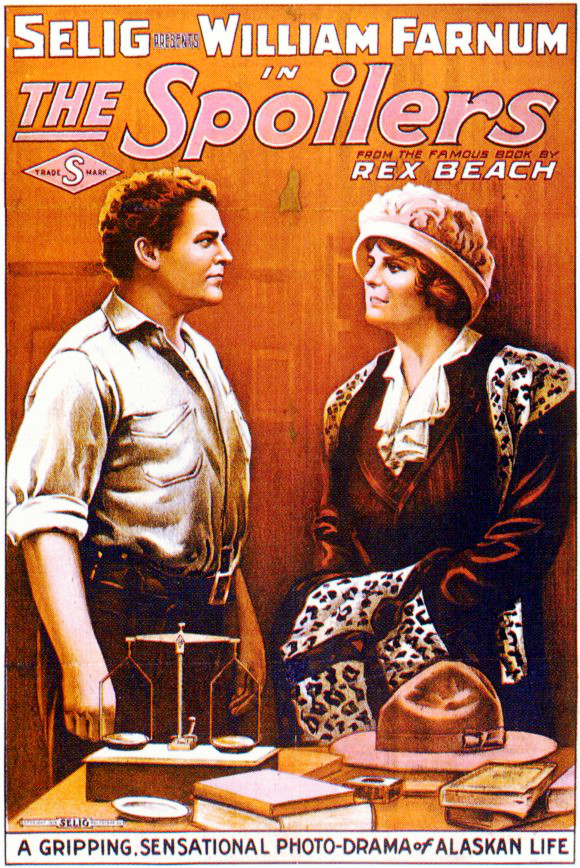
Перша екранізація роману «The Spoilers» (1914).